# Herbert Fleischmann
Pour les articles homonymes, voir Fleischmann (homonymie).
Herbert Fleischmann, né le 13 mars 1925  et mort le 5 avril 1984, est un acteur de cinéma et de télévision allemand. Il s'est marié plusieurs fois, notamment avec l'actrice Ruth Leuwerik.

## Filmographie partielle

### Films
- 1961 : Barbara
- 1969 : Sumuru, la cité sans hommes : Carl
- 1969 : Hate Is My God : Alex Carter
- 1971 : The Bordello : Leopold
- 1972 : The Stuff That Dreams Are Made Of : Bertie Engelhardt
- 1973 : All People Will Be Brothers : Commissaire Eilers
- 1974 : Drei Männer im Schnee : Zenkel
- 1974 : Seul le vent connaît la réponse : Gustav Brandenburg
- 1975 : Crime After School : Alexander Gregor

### Séries télévisées
- 1970 : Maximilian von Mexiko : Sir Charles Wyke
- 1971 à 1975 : Der Kommissar : divers rôles (Dr. Schneider, Alwin Schenk, Willi Kaiser)
- 1974 : Derrick : La fête : Broll
- 1977 : Derrick : Une affaire louche : Mr Ludemann
- 1978 : Tatort
- 1980 : Derrick : Hanna : Ernst Windorf
- 1980 : Derrick : Une forte personnalité : Mahler
- 1981 : Derrick : Une vieille histoire : Alfred Answald
- 1982 : Le Renard : On ne prend pas les morts en chasse (épisode 52) : Bodo Lammers
- 1984 : Derrick : La petite fille en jean : Professeur Joachim von Haidersfeld
- 1984 : Derrick : L'ange gardien : Dr. Wolfgang Rohm